# Nikolai Iejov
Nikolai Iejov   (Kaunas, 8 d'abril de 1895 (Julià) - Moscou, 4 de febrer de 1940), nom complet amb patronímic Nikolai Ivànovitx Iejov, rus: Никола́й Иванович Ежо́в, fou una figura important de l'NKVD (la policia secreta soviètica) durant el període conegut com la gran Purga. L'època en què va exercir el càrrec de Comissari del Poble d'Assumptes Interns és coneguda a vegades com la «Iejóvxtxina» (Ежовщина), o l'«era Iejov»; també es coneix com l'«era Eriçó», un terme que començà a emprarse durant la campanya de desestalinització de la dècada de 1950. A l'inici de la II Guerra Mundial el seu estatus a la Unió Soviètica esdevingué el de "no persona política".

## Biografia
Iejov va néixer a Sant Petersburg, d'acord amb la seva biografia oficial soviètica, tot i que s'apunta la possibilitat que va néixer a Marijampolė, prop de la Polònia russa. Oficialment fill d'un obrer metal·lúrgic pobre, en realitat el seu pare havia realitzat diversos oficis, incloent el de patró d'un bordell, pintor, guardaagulles o guardaboscos. La seva biografia oficial va modificar aquestes dades per enaltir el seu origen proletari. La seva mare, Anna Antonovna Ejova, era lituana; i en un formulari emplenat el 1921 Iejov va afirmar certa capacitat per parlar polonès i lituà, a més de rus. Va tenir dos germans, una germana gran, Evdokiia, i un germà petit, Ivan, amb qui va tenir males relacions. Prim i d'aspecte fràgil, era molt baix i patia una lleugera coixesa.
Només va completar l'educació elemental. Entre 1909 i 1915 treballà com a aprenent d'un sastre i com a obrer metal·lúrgic a diverses fàbriques. Entre 1914 i 1915 treballà a les fàbriques Nedermeier i Putilov de Sant Petersburg. Participà en diverses vagues i manifestacions i, malgrat la seva minsa educació formal, va rebre el malnom de "Nikolai l'amant dels llibres" entre els seus companys pel seu hàbit de lector, considerant-se autodidacta.
Entre 1915 i 1917 va servir a l'Exèrcit Imperial Rus, servint al 76è regiment d'infanteria i després al 172è. Ferit a la rodalia de Vílnius va rebre un permís de 6 mesos, tornant a treballar a la fàbrica Putilov. Reclamat al 3r regiment i més tard a un destacament de treballadors per a l'exèrcit al districte militar de Dvinsk, va convertir-se en capatàs del 5è taller d'artilleria del Front Nord, a Vítsiebsk.

### Inicis bolxevics
El 5 de maig de 1917 s'uní als bolxevics a Vítsiebsk, set mesos abans de la Revolució d'Octubre. Entre novembre de 1917 i gener de 1918 va ser el cap de la seva cèl·lula al taller d'artilleria, ajudant del comissari de l'estació de ferrocarril local i, més tard, comissari, organitzant noves cèl·lules bolxevics. La seva participació en la revolució a la capital va ser una invenció posterior.
A inicis de 1918 es reuní amb la seva família a l'óblast de Tver, treballant en una fàbrica de vidre, ingressant al comitè de la fàbrica i, entre juny de 1918 i abril de 1919, participà en el comitè del districte i exercí com a cap local del Partit. Al maig de 1919 va ser cridat a files a l'Exèrcit Roig, servint a Saràtov a un magatzem militar, sent nomenat instructor polític de la unitat. L'agost de 1919 la unitat passà a Kazan, on novament realitzà tasques d'agitació política, llavors com a comissari d'una unitat de telègrafs. Ascendit a comissari de les unitats de ràdio de l'Exèrcit a la ciutat al maig de 1920, destacava per la seva disciplina i la seva diligència en acomplir les ordres. Oposat temporalment a Lenin i simpatitzant de l'Oposició Obrera, l'abandonà abans del X Congrés del PCUS de maig de 1921.
L'abril del 1921 passà a l'oficina d'agitació i propaganda d'un districte de Kazan i, al juliol, va ser traslladat a un càrrec semblant a la província, sent llicenciat de l'Exèrcit. A l'agost, esgotat pel treball, rebé la baixa mèdica i ingressà a un sanatori de Moscou, d'on va ser traslladat a l'hospital del Kremlin per ser tractat de diversos mals a inicis de 1922.
Després de febrer de 1922 treballà al sistema polític. El 16 de febrer va ser nomenat secretari del partit a la província autònoma de Mari, traslladant-se a Krasnokokxaisk, on va tenir una relació tensa amb el comitè provincial, oposant-se al nacionalisme i a la cultura locals i mostrant-se ambiciós, arrogant i descortès. A l'octubre tornà a demanar permís per tractar les seves múltiples malalties i el seu esgotament, sent-li concedit. A finals de mes assistí a una sessió del Comitè Executiu Central de Totes les Rússies, abans de marxar cap a un sanatori al Caucas.
L'1 de març de 1923 l'Orgburó el nomenà secretari del comitè del Partit de la província de Semipalàtinsk, tot i les males referències del seu treball a Mari, d'on sorgí una de les característiques del seu treball: la seva irascibilitat. Prepotent cap als seus subordinats provincials, participà amb èxit en la supressió de la revolta de la República de Bukharà. Al maig de 1924 va ser nomenat delegat provincial pel XIII Congrés del PCUS. Al juny va ser nomenat president del departament d'organització de la república kirguix i, al novembre, secretari del comitè provincial. De nou amb males relacions amb el partit local, malgrat això va ser confirmat al seu càrrec a l'abril de 1925 quan la república canvià de nom i de capital. Durant la seva estada al Turquestan amplià la seva formació marxista-leninista. El desembre de 1925 participà en el XIV Congrés del Partit i, immediatament després, la secretaria del Comitè Central li concedí un curs anual a l'Acadèmia Comunista sobre marxisme-leninisme, com solia fer-se amb els quadres del Partit.
Al febrer 1927 va ser transferit al Departament de Comptabilitat i Distribució del Partit Comunista "orgraspredotdel), on treballà com a instructor i cap de departament, la qual cosa significà un nou ascens veloç, però a l'estiu estava de nou malalt. Al novembre, però, tornà a ser ascendit, ara a vicepresident de departament; encarregat de la selecció i assignació de personal del partit per a tot el país, adquirí gran experiència en aquest sector. Entre 1927 i 1929 va assistir al XV i XVI Congressos del Partit, sent nomenat Vicecomissari del Poble d'Agricultura i responsable de personal, participant per primera vegada en repressions massives, en aquesta ocasió contra els milers de camperols acusats de kulaks per l'OGPU. Iejov va ser un vehement partidari de la col·lectivització.

### Ascens veloç i associació amb Stalin
El novembre de 1930 va ser nomenat cap de diversos departaments del Partit: d'afers especials, de personal i d'indústria. En presidir la principal oficina de personal ocupava un lloc clau als nomenaments, sent rebut aquell mateix mes per Stalin. Ingressant de seguida al cercle dels més propers a aquest, el Politburó va permetre'l assistir a les seves reunions, donant-li accés al material emprat per Comitè Central, obtenint informació fonamental sobre els afers de l'Estat i del Partit.
A finals de 1931 participà en les reunions on es decidí establir colònies penals a la regió del riu Kolimà per a l'extracció d'or mitjançant treballs forçats.
Durant aquest primer període al partit se'l considerà modest, de tracte agradable, aspecte callat i tímid a les reunions socials, molt diligent i un gran organitzador al treball, i completament lliurat als interessos de Stalin. Nadejda Mandelstam, que va trobar-se amb Iejov a Sukhum a inicis de la dècada dels 30, no va percebre res amenaçant en les seves formes o la seva aparença; la seva impressió va ser la d'una "persona modesta i agradable". El seu caràcter, però, canvià notablement cap a 1930, quan els testimonis sobre ell empitjoraren enormement. A partir d'aquell moment va adquirir fama de fanàtic, radical, cruel, immoral i implacable. A la "Carta d'un Vell Bolxevic" (1936) hi ha aquesta descripció contemporània de Iejov:
| « | En tota la meva llarga vida, mai no he conegut una personalitat més repulsiva que la de Iejov. Quan el miro em recorda irresistiblement els malvats eriçons dels tribunals del carrer Rasteraieva, l'ocupació favorita dels quals era lligar un tros de paper mullat en parafina a la cua d'un gat, l'encenien, i després miraven amb plaer com l'atemorit animal corria pel carrer, intentar desesperadament però en va fugir de les flames que s'apropaven. No dubto que en la seva infantesa Iejov es divertia així i que ara segueix fent-ho de manera diferent. | » |

### Apropament a les organitzacions de seguretat i participació en les purgues del Partit

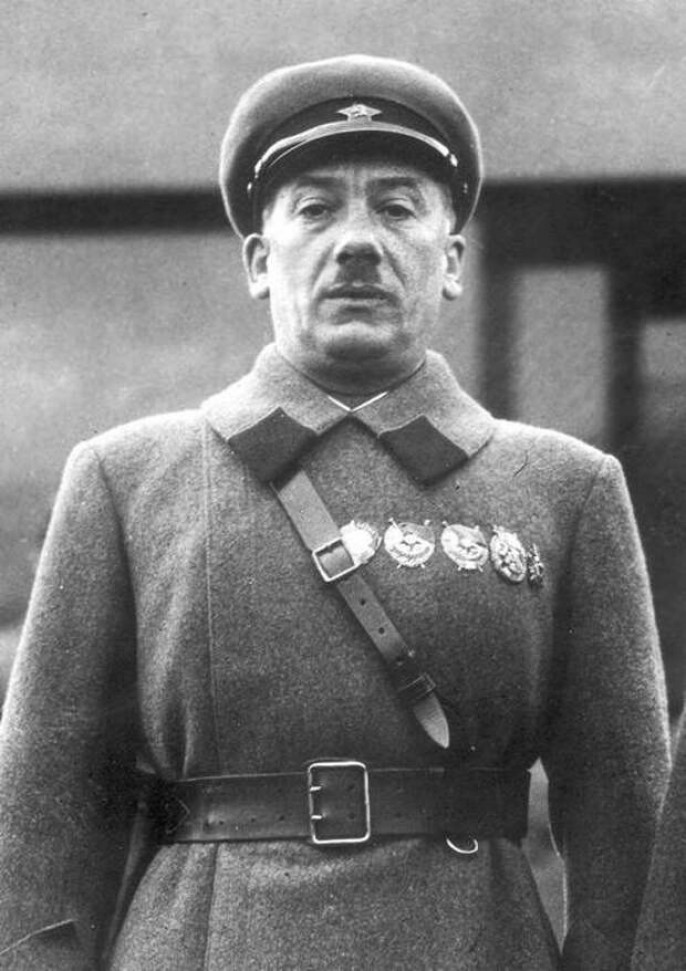
Guénrikh Iagoda, responsable de l'OGPU i més tard de l'NKVD, que progressivament va anar perdent poder en favor de Iejov gràcies al suport que Stalin li atorgà a aquest

L'abril del 1933 el Comitè Central encarregà una nova purga de membres, com ja havia succeït anteriorment al 1921 i 1929, prohibint temporalment l'afiliació de nous membres. A la revisió dels afiliats, que s'estengué fins a abril de 1935, participà Iejov. Més tard van tenir lloc dues noves campanyes de control dels membres del partit, estenent-se fins a setembre de 1936, ja sota el control total de Iejov.
El 1934 participà en el XVII Congrés, sent elegit per a la seva secretaria i va ser nomenat membre pel Comitè Central del Partiti vicepresident de la nova comissió de control del partit, subordinat a Làzar Kaganóvitx. Després del Congrés, el plenari del Comitè Central el nomenà membre de l'Orgburó. Al març passà a presidir la comissió d'indústria del Comitè Central i, al desembre, substituí a Andrei Jdànov a la Comissió de Viatges a l'Estranger.
Des d'inicis de 1934 començà a involucrar-se en afers de seguretat: el 20 de febrer assistí a la reunió del Politburó on es decidí la creació de la nova Comissaria de l'Interior, l'NKVD, que inclouria, entre altres organitzacions, l'OGPU. Iejov formà part dels encarregats de la reforma, participant, juntament amb el mateix Stalin, en diverses comissions creades amb aquesta finalitat. El nou orgue, a diferència de l'OGPU, no tenia potestat per dictar sentències de mort o condemnes de més de 5 anys de presó, mentre que els casos de traïció passaven a dependre dels tribunals.
Al juliol, patint de nou de mala salut però amb capacitat de viatjar a l'estranger gràcies al seu ascens a la jerarquia del Partit, va ser enviat a rebre tractament mèdic a Itàlia, tot i que acabà tractant-se a Viena. A l'octubre tornà a Moscou, informant a Stalin de les seves observacions sobre les organitzacions soviètiques a l'estranger.

#### L'assassinat de Kírov i la repressió de l'oposició
Després de l'assassinat de Serguei Kírov l'1 de desembre de 1934, Stalin trià a Iejov com a principal instrument dels seus plans per desfer-se de tota l'oposició. Acompanya a Stalin a Leningrad, on participà en l'interrogatori de Leonid Nikolaev, assassí de Kírov. Dos dies després de l'assassinat, el Politburó aprovà un decret abreujant el procés judicial dels acusats de terrorisme, llei que sovint va ser la base per a les persecucions dels anys posteriors. Iejov quedà al càrrec de l'assassinat per ordre de Stalin, manant emprar la investigació per acusar-ne l'oposició. Davant les reticències dels responsables de l'NKVD Stalin envià a Iejov com el seu representant personal per a imposar el seu pla. A partir de llavors, Iejov, a disgust de Iagoda, cap de l'NKVD, començà a immiscir-se a funcionament de l'organització. Amb el suport de Stalin i malgrat la repugnància de Iagoda, Iejov aconseguí acusar els opositors objectius de la campanya de Stalin, informant al febrer de 1935 de la detenció d'un miler d'opositors i la deportació de diversos milers d'antics burgesos. Des d'inicis d'any, Iagoda es va veure forçat a enviar els historials dels principals opositors i conspiradors a Iejov, passant a supervisar diverses investigacions de l'NKVD i prenent paulativament el control de l'organització.

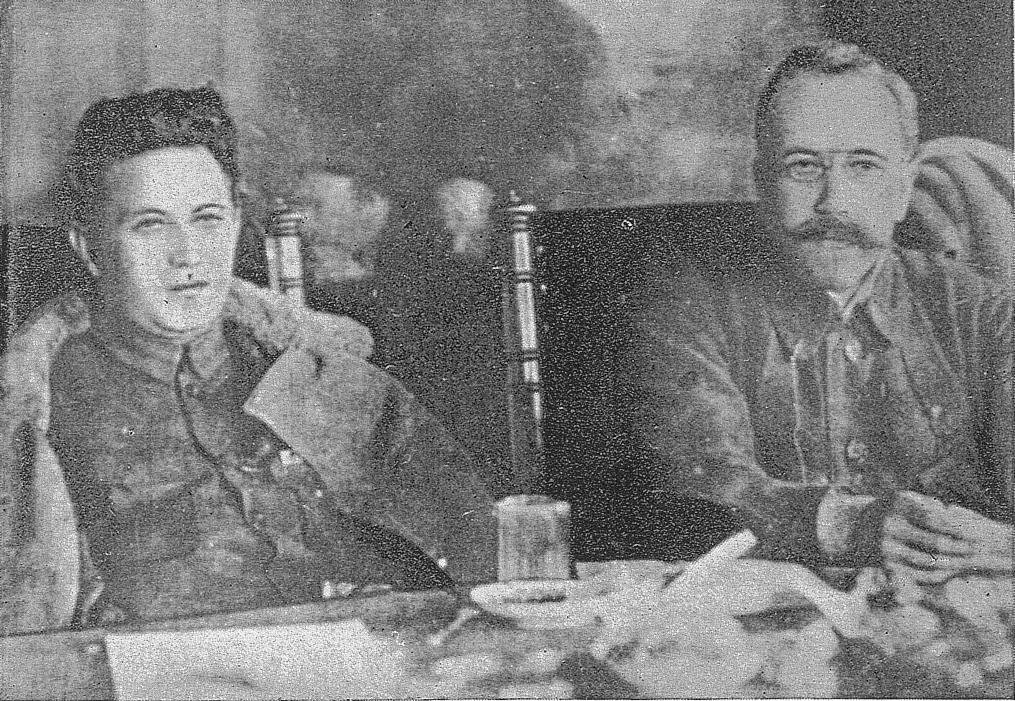
Zinóviev i Kàmenev, principals dirigents polítics víctimes de la persecució iniciada amb l'excusa de l'assassinat de Kírov, encarregada per Stalin a Iejov, tot i les reticències dels caps de l'NKVD.

Després d'una dura crítica del funcionament i del personal de l'NKVD, aprovada per Stalin, el Politburó l'encarregà de fer la revisió del reglament d'aquest, convertint-se des de finals de 1934 en el principal supervisor de l'organisme.
L'1 de febrer de 1935 ingressà a la secretaria del Comitè Central, de la que formaven part Stalin, Kaganóvitx, Jdanov i Andreiev. El 27 de febrer el Politburó li atorga la presidència de la Comissió Central del Control del Partit, càrrec que ocuparia fins al 1939, en substitució de Kaganovitx. Amb aquest nomenament es convertí en el supervisor suprem del Partit, encarregat de la investigació i el càstig dels casos d'heterodòxia ideològica, corrupció o infracció del reglament del Partit. El 10 de març es convertí, a més, en president del nou Departament de les Principals Organitzacions del Partit (ORPO), format després del XVII Congrés per controlar els nomenaments de personal en substitució de la raspredotdel.
El 6 de juny de 1935 pronuncià el seu primer discurs davant del plenari del Comitè Central, acusant, amb el vistiplau de Stalin, l'oposició agrupada al voltant de Zinóviev, Kàmenev i Trotski (que havien rebut penes relativament curtes al judici per l'assassinat de Kírov com a responsables intel·lectuals) de ser els responsables directes de l'assassinat de Kírov i dels suposat intent d'assassinat del mateix Stalin, pel que Iejov havia detingut a membres del personal del Kremlin (conegut com "el cas del Kremlin"). Zinóviev i Kàmenev van ser acusats de pertànyer a grups terroristes i Trotski d'organitzar la campanya de terror.
El ple va introduir un important element a les persecucions: des de llavors inclourien no només a l'antiga oposició, sinó que a partir d'ara també inclourien aquells comunistes considerats proper a aquella o que mostressin una actitud considerada com a massa conciliadora.
Al "cas del Kremlin", jutjat a partir del 27 de juliol de 1935, Kàmenev i d'altres acusats van ser condemnats per terrorisme, dos d'ells a mort, i Kàmenev a 10 anys de presó. El cas també posà a la defensiva a Iagoda, al que es considerava que havia estat incapaç de descobrir la conspiració. De moment, i malgrat tot, continuà la cooperació entre Iagoda i Iejov.
De nou esgotat pel treball, Stalin li ordenà prendre's un descans i a l'octubre de 1935 marxà de nou cap a Viena, tot i que a mitjans de desembre ja havia tornat a la Unió Soviètica. El 25 de desembre de 1935 informà al plenari del Comitè Central dels resultats de la campanya de revisió dels membres del Partit, que teòricament ja havia estat purgat d'elements indesitjables gràcies a la tasca conjunta de Iejov i de Iagoda durant els mesos anteriors. En paraules de Iejov la campanya havia servit per a "desenmascarar els enemics que s'havien infiltrat al partit". La campanya, teòricament finalitzada, continuà en realitat fins a maig de 1936 amb una nova fase on se substituí les credencials dels afiliats al Partit i es començà a detenir alguns dels expulsats.

#### La campanya contra les minories i els estrangers
Des d'inicis de 1935 Iejov dirigí, simultàniament, la campanya contra l'antiga oposició i les purgues del Partit, una campanya contra la influència estrangera. Aquesta va incloure nombroses minories i estrangers residents a la Unió Soviètica.
Al setembre s'inicià una nova onada de detencions de població de cultura polonesa i de refugiats polítics polonesos, acusats de pertànyer a una organització "d'espionatge i sabotatge depenent de l'Organització Militar Polonesa, tot i que aquesta s'havia dissolt el 1921. El 1933 ja havia tingut lloc una repressió semblant. Iejov informà a Stalin d'una suposada infiltració d'agents estrangers entre la població polonesa, romanesa, alemanya, finesa i txecoslovaca. Al desembre el ple del Comitè Central sol·licità a Iejov la investigació dels refugiats estrangers per "aturar la infiltració a la Unió Soviètica d'espies i sabotejadors sota l'aparença de refugiats i membres de partits germans".

### Cap de l'NKVD
Iejov va ser conegut com un bolxevic devot i lleial a Ióssif Stalin; i el 1935 va escriure un article sobre l'estalinisme on argumentava que des de la unortodòxia política era impossible en un estat comunista perfecte (com la Unió Soviètica), i qualsevol forma d'oposició política a l'estalinisme era prova de conspiració per "elements deslleials" per enderrocar l'estat soviètic, encara que requerís violència i terrorisme d'estat per eliminar aquests "enemics del poble"; això seia en part la base ideològica de les purgues.

#### Judici a Zinóviev i ascens a Comissari de l'Interior
Al judici a Zinóviev, com en l'anterior a Kàmenev, Iejov representà el paper de Stalin, que volia, malgrat certa oposició de l'NKVD, jutjar conjuntament els partidaris de Trotski amb els de Zinóviev, argumentant l'existència d'una aliança entre tots dos grups que datava de 1932. El judici també serví per al relleu de Iagoda, criticat per Iejov per la seva incapacitat en descobrir la conspiració zinoviev-trotskista i culpable de la desorganització de l'NKVD, la qual tingué lloc al setembre amb l'aquiescència de Stalin. El 25 de setembre de 1936 Stalin exigia el nomenament de Iejov com a Comissari de l'Interior i el pas de Iagoda a Comunicacions, nomenaments que van tenir lloc l'endemà; a més de ser fet membre del Comitè Central el mateix dia. Els intents de Iagoda, completament sorprès pel seu relleu, de veure a Stalin i anul·lar els canvis van ser en va. Aquest nomenament no va ser vist en un inici per suggerir una intensificació del terror: a diferència de Iagoda, Iejov no provenia dels 'orgues', la qual cosa va ser considerada com un avantatge.

#### La campanya contra l'Oposició de Dretes i els Trotskistes
El 4 de desembre de 1936 Iejov, que havia continuat la preparació de la causa contra els antics membres de l'Oposició de Dretes iniciada per Iagoda, acusà a aquesta davant el plenari del Comitè Central d'haver forjat una aliança amb els partidaris de Zinóviev i Trotski per tal d'assassinar Stalin i d'altres dirigents i controlar diversos grups terroristes. Per la mancança de proves en contra seva, es decidí ajornar l'acusació de l'Oposició fins al següent plenari del Comitè Central.
Mentrestant prosseguia la repressió dels acusats de trotskistes, amb l'expulsió de Gueorgui Piatakov i de Grigori Sokólnikov i el seu judici entre el 23 i el 30 de gener de 1937 durant el Judici dels Disset. El judici, que acabà amb la pena de mort pels acusats, va ser dirigit per Stalin i Iejov.
Després del judici Stalin tornà a concentrar-se en l'atac a l'Oposició de Dretes, acusada de col·laboració amb Alemanya i amb altres estats burgesos veïns a la Unió Soviètica, que començà al ple del Comitè Central de febrer i març de 1937. Stalin va encarregar a Iejov que investigués personalment i conduís el judici del seu mentor txequista Iagoda, missió que portà a terme amb un zel implacable. Rebent l'ordre de Stalin que creés una un argument grandiós pel judici-espectacle de Iegoda, Iejov ordenà a l'NKVD que llencés mercuri a les cortines del seu despatx perquè es poguessin recollir proves físiques i es fessin servir per donar suport a l'acusació que Iagoda era un espia alemany, enviat per assassinar Iejov i a Stalin amb verí i restaurar el capitalisme. Durant la celebració del plenari acusà a Nikolai Bukharin i a Aleksei Ríkov d'estar aliats amb els partidaris de Trotski i Zinóviev des d'inicis de la dècada i de portar a terme actes terroristes i acords amb les potències feixistes. A finals de maig, després de la celebració del plenari, Iejov acusà a Iagoda d'haver permès que penetressin els conspiradors a l'NKVD i d'ésser el principal traïdor de l'organització, fent que fos detingut el 29 de març de 1937. Durant el mes d'abril diversos col·laboradors de Iagoda també van ser detinguts.
El 2 de març de 1938 s'inicià el darrer dels Judicis de Moscou contra l'anomenat "Bloc Antisoviètic de Dretistes i Trotskistes", en el que es condemnà a Bukharin i els seus partidaris i a Iagoda. Iejov va prometre salvar la vida als acusats a canvi de la seva col·laboració, promesa que no va mantenir. El judici era la conclusió de la teoria de Iejov de la gran conspiració exposada al ple del Comitè Central l'any anterior, en què la unió de totes les forces d'oposició s'havien infiltrat a tots els aspectes de la vida soviètica. Aquest judici completava la repressió dels dirigents de la confabulació, mentre que les operacions en massa contra la població havien d'acabar amb les bases de la conspiració. Com a darrer insult pel seu antic mentor, Iejov ordenà que Iagoda fos despullat i colpejat pels guàrdies a la Lubianka abans de ser portat a la cambra d'execucions i afusellat.

#### Repressió dels socialrevolucionaris i dels menxevics
El novembre de 1936 Iejov afirmà que els antics socialrevolucionaris havien tornat a organitzar-se per portar a terme una gran insurrecció. S'ordenà la detenció i la liquidació d'aquell, començant immediatament les detencions. Al febrer de 1937 s'ordenà la detenció d'antics dirigents socialrevolucionaris, detenint-se a unes 600 persones. Durant l'any se celebrà un judici a porta tancada a Ufà dels dirigents principals. Al gener del 1938 Stalin, descontent amb la campanya contra els socialrevolucionaris, ordenà que Iejov realitzés noves detencions.
Per un altre costat, a l'abril de 1937 s'inicià la repressió dels menxevics, acusats d'haver format una nova organització que mantenia contactes amb altres grups opositors. El 14 de febrer de 1938 van lliurar-se ordres noves per perseguir menxevics i anarquistes.

#### La Purga de l'Exèrcit
Des de finals de 1936 l'NKVD havia començat a recopilar informació sobre destacats oficials de l'Exèrcit. A inicis de maig un alt oficial responsable de la defensa aèria va ser detingut i interrogat, animat a denunciar al major nombre possible d'oficials com a membres d'una suposada conspiració militar. Aquell mateix mes el Mariscal Tukhatxevski va ser detingut juntament amb altres oficials, acusats de formar part d'una confabulació de trotskistes, "dretistes" i espies alemanys. Van ser torturats fins a confessar, amb el beneplàcit de Stalin i del fiscal general Andrei Vixinski. Iejov porta a terme personalment la investigació i l'interrogatori del mariscal i Stalin, que rebia a Iejov pràcticament cada dia, supervisava la investigació.
L'11 de juny de 1938 s'anuncià la condemna de Tukhatxevski i de 7 generals més, condemnats a mort per traïció i espionatge. Durant els 9 dies següents, 980 oficials i comissaris militars van ser detinguts, acusats de formar part d'una conspiració. El novembre de 1938, Voroixílov declarà que entre 1937 i 1938 uns 40.000 membres de l'Exèrcit Roig n'havien estat expulsats.
A finals de maig de 1937 Stalin declarà que el servei d'espionatge de l'Exèrcit (razvedupr) havia "caigut en mans dels alemanys", i al juliol començaren les purgues, amb la detenció de 20 alts oficials del departament. Iejov va prendre el control del servei militar d'espionatge a finals d'estiu. Els relleus de personal i les detencions, que van estendre's des de mitjans de 1937 i fins a 1938 comportaren la paralització absoluta del servei d'espionatge militar; i gairebé la meitat del personal d'espionatge va ser represaliat, i tota la direcció va ser destituïda.

#### Repressió interna del partit
Si la repressió de l'oposició es portà a terme fonamentalment entre desembre de 1934 a març de 1937, va ser en aquest mateix mes, després del plenari del Comitè de febrer i març, quan començà la repressió interna del Partit, detenint-se a membres que mai no havien estat membres de cap grup d'oposició. A les eleccions locals de març i abril i a les provincials de maig i juny s'animà a denunciar a responsables del Partit. Les expulsions, que van arribar durant la primera meitat de l'any als 20.500 afiliats, fonamentalment antics membres del Parit, sovint comportaven la detenció posterior.
Alhora continuà la repressió al Comintern on s'establiren diverses comissions d'investigació al maig, Iejov declarà a Gueorgui Dimitrov que "els principals espies treballaven al Comintern".
| Repressió al Partit Comunista.Segons Jansen i Petrov, p. 103 |  |
|                                                              |  |

### La Gran Purga

#### Origen de la Gran Purga
Al plenari del Comitè Central del 23 al 29 de juny, Iejov va descriure l'existència d'una gran conspiració contra la direcció del Partit que reunia a trotskistes, zinovistes, dretistes, membres del Comintern, Tukhatxevski i d'altres còmplices a l'Exèrcit Roig i Guénrikh Iagoda i els seus sequaços a l'NKVD. La conspiració pretenia acabar amb el govern soviètic i restaurar el capitalisme. Aquests simplement eren la direcció de la conspiració, que s'estenia per tots els nivells de l'administració i la població, la qual cosa serví com a justificació per l'extensió de les operacions de repressió al conjunt de la població. L'operació, planejada per Stalin i els seus col·laboradors, va establir un sistema de quotes i "contingents" que calia que fossin detinguts o executats. Els centres regionals rebien quotes de represaliats que s'animava a augmentar des de Moscou.
El plenari, a més de donar inici a les persecucions entre la població en general, va suposar un canvi important al Partit, que es convertí obertament en objecte de represàlies amb l'expulsió i l'empresonament d'un nombre notable de membres del Comitè Central. No només els opositors, sinó que també els partidaris de Stalin quedaven a mercè de l'NKVD.
L'extensió de la repressió a la societat en general es devia en part al desig de Stalin de privar físicament del vot, concedit a la Constitució de 1936 als elements opositors i per acabar amb la separació de classes mitjançant l'eliminació d'aquells considerats com a incapaços de ser absorts pel socialisme. El preàmbul de l'orde 447 indicava que el seu objectiu era "eliminar d'una vegada per a totes" les activitats dels elements anti-soviètics.
El 17 de juliol de 1936, en plens preparatius per a les operacions massives decidides pel juny, Iejov va ser condecorat amb l'orde de Lenin, juntament amb 120 membres més de l'NKVD pel seu "èxit destacat des de la direcció dels orgues de l'NKVD en el compliment dels encàrrecs governamentals". S'inicià llavors l'apogeu de Iejov qui, a proposta de Stalin, va ser nomenat membre candidat al Politburó el 12 d'octubre de 1937.

#### Víctimes i mètodes
Stalin, que esperava una guerra pel 1937, decidí eliminar qualsevol oposició potencial, tant dins del Partit com a l'Estat i entre la població en general, iniciant la repressió massiva d'aquesta.
Durant les purgues Iejov no dubtà en ordenar la detenció, la tortura (segons instruccions del mateix Stalin) i l'execució d'antics companys. Va admetre que hi havia innocents que estaven sent falsament acusats, però desestimava les seves vides com a sense importància car la purga tenia èxit:
| « | Hi hauran algunes víctimes innocents en aquesta lluita contra els agents feixistes. Estem llançant un gran atac sobre l'enemic, no hi haurà rancúnia si colpejem algú amb el colze. Millor que 10 persones innocents pateixin que un espia fugi. Quan talles fusta, volen estelles. | » |

Entre agost de 1937 i novembre de 1938 les víctimes de l'ordre 447 ascendien a 767.397 persones jutjades per les troikes, de les quals 386.798 van ser condemnades a mort. Més de 18.000 esposes d'enemics del poble van ser detingudes i 25.000 fills de represaliats van ser lliurats a l'Estat. A més, unes 350.000 persones més van ser víctimes de les campanyes contra les minories (250.000 persones van ser condemnades a mort i unes 90.000 van ser enviades a presó). Entre agost i octubre de 1937 més de 170.000 coreans van ser deportats de les regions frontereres de l'est. El terror arribà fins i tot a Mongòlia, on unes 6.000 persones van ser executades i 5.000 més van ser detingudes. La població dels gulags passà de 685.201 sota Iejov, gairebé triplicant la seva mida en només 2 anys, dels quals un mínim de 140.000 d'aquests presoners (i potser molts més) moriren de malnutrició, esgotament i el clima als camps (o durant el transport).
Dins del partit Stalin aprovà 383 llistes d'acusats amb 44.000 funcionaris del partit o de l'estat. De tots ells 39.000 van ser condemnats a mort. Més de 7.000 oficials de l'exèrcit van ser condemnats per contra-revolucionaris i més de 2.000 oficials dels serveis de seguretat van ser detinguts.
En total, durant les operacions de repressió efectuades durant el període de Iejov com a comissari més d'1,5 milions de persones van ser detingudes acusades d'activitats contrarevolucionàries o per altres delictes contra l'Estat, de les quals prop de 700.000 van ser executades. La tortura, aprovada per Stalin i pel Politburó, s'emprà per aconseguir les confessions dels detinguts, a vegades amb la participació del mateix Iejov. El respecte a la llei no importava ni a Iejov ni a l'NKVD, que feia un ampli ús de mètodes il·legals en les seves investigacions. La comissió d'investigació formada després de la caiguda de Iejov va descriure així els mètodes de l'organització durant el mandat de Iejov:
| « | De la manera més flagrant es distorsionaren els mètodes d'investigació, s'administraren grans pallisses indiscriminades als presoners a fi d'extraure falsos testimonis i "confessions". Durant vint-i-quatre hores un investigador sovint havia d'aconseguir dotzenes de confessions, i els investigadors es mantenien els uns als altres al corrent dels testimonis obtinguts, de manera que els fets, circumstàncies o noms es podien suggerir a d'altres presoners (...) Com a conseqüència, aquest tipus d'investigació portà sovint a calumnies organitzades de persones completament innocents.' | » |

Després de la seva detenció, Mikhaïl Frinovski, lloctinent de Iejov, explicà que els principals investigadors de l'NKVD havien estat "carnissers", triats sovint entre conspiradors o gent compromesa, que colpejaven els presoners per obtenir confessions el més ràpid possible. El testimoni era decidit pels interrogadors i, més tard, a vegades era modificat per Iejov o per Frinovski, normalment si havien tingut contacte amb el presoner. Iejov afavoria l'ús de la força als interrogatoris i a vegades els dirigia en persona, torturant personalment a Iagoda i al Mariscal  Tukhatxevski, i presentant-se a vegades en estat d'embriaguesa. Segons la declaració d'un dels caps regionals de l'NKVD de l'època, "els testimonis s'obtenien per regla general com a resultat de torturar els presoners, pràctica àmpliament emprada tant per l'organització central de l'NKVD com a les províncies." El suport a la tortura, però, no era una iniciativa de Iejov, sinó que es tractava d'una iniciativa del mateix Stalin, que en alguns casos indicava explícitament el seu desig que un presoner fos torturat per tal que confessés. Dirigint-se a quadres de l'NKVD el 1939, Stalin indicà que "des de 1937 en endavant el Comitè Central va permetre l'ús de la pressió física per part de l'NKVD."
Durant el període de la Gran Purga i de les anteriors operacions contra l'oposició política i l'aparell de l'Estat, Iejov continuà amb la seva vida amorosa plena d'amants, a més que tenia la seva esposa, així com les seves gresques i borratxeres. Ni unes ni d'altres, però, quedaven lliures de la persecució: la filla de quinze anys d'una amiga de la seva muller, que s'havia negat a mantenir relacions sexuals amb ell després que la seva mare fos detinguda, va ser detinguda poc després i afusellada; i molts companys d'embriaguesa van ser més tard víctimes de les persecucions.
El punt culminant de la carrera de Iejov va ser el 20 de desembre de 1937, quan el Partit realitzà una gala gegant per celebrar el 20è aniversari de l'NKVD al Teatre Bolxoi. Cartells enormes amb retrats de Stalin penjaven del costat dels de Iejov. En un escenari ple de flors, Anastàs Mikoian, vestit amb una guerrera caucasiana fosca i cinturó, lloà a Iejov pel seu treball incansable. "Aprèn la manera de treballar de Stalin", va dir, "del Camarada Iejov, tal com ell va aprendre i continua aprenent del mateix camarada Stalin". Quan va ser presentat, Iejov va rebre una "salutació sorollosa" d'aplaudiments. Va posar-se dret, i com va escriure un observador, "amb la mirada baixa i un tímid somriure al seu rostre, com si no estigués segur que mereixés una acollida tan entusiasta". Iejov també s'adonava del perill que hi havia en rebre un excés d'elogis d'un públic independent, car Stalin sospitava molt de la popularitat i de les ambicions polítiques dels seus immediats subordinats, i ell estava present en la celebració, observant l'escena "silent i sense expressió" a la seva llotja privada.

#### Operacions contra els "elements antisoviètics"
Les primeres campanyes de la Gran Purga es dirigiren contra els anomenats "elements antisoviètics": els kulaks, criminals i d'altres, segons els criteris de les troikes de l'NKVD. La idea de Stalin es concretà al ple del Comitè Central de finals de juny de 1937, on es decidiren les categories de la població que es consideraven hostils al règim.
El 2 de juliol de 1937, tres dies després del ple, Stalin presentà un escrit al Politburó acusant els antics kulaks i criminals alliberats de les presons després d'acomplir les seves condemnes per crims contra l'Estat, ordenant el seu arrest de nou i l'execució dels més hostils (englobats dins de la "primera categoria") i l'enviament a presó o als camps de treball de la resta ("segona categoria"). En cinc dies s'havien de formar les troikes encarregades de les detencions i classificació dels detinguts a les dues categories establertes. Les autoritats locals van respondre a l'ordre presentant llistes de candidats per a les dues categories, creant-se quotes de persones per a totes dues a cada província i república.
Després de les activitats preparatòries i les reunions dels caps regionals de l'NKVD, el 30 de juliol de 1937 Iejov presentà l'ordre 447 "sobre l'operació dirigida a la repressió dels antics kulaks, i criminals d'altres elements antisoviètics", culpables segons ell d'activitats antisoviètiques i de sabotatge. Aquesta es convertí en la base de les operacions de repressió contra la població en general i establia oficialment les dues categories de repressaliats. A més contenia el nombre de persones de cada categoria, basat en el càlcul de les regions. L'operació havia d'iniciar-se el 5 d'agost i havia de durar 4 mesos, durant els quals el país quedà dividit en "sectors operatius" a càrrec cadascun d'un "grup operatiu" encarregat de tot el procés: registre de les persones a detenir, investigació i execució de les sentències dictades per les troikes.
Malgrat el pla original el nombre de repressaliats i la duració de la campanya augmentaren notablement. L'augment de les quotes, tot i que sol·licitat en general per les províncies, provenia de la simpatia de la capital per aquests augments. Tot i que en alguns casos aïllats s'excediren les quotes atorgades per Moscou, en general les xifres de detinguts i executats quadraren estrictament amb les instruccions originals.

#### Les operacions contra les minories
Una altra campanya paral·lela a la dels "elements antisoviètics" va ser l'aplicada contra les minories, especialment aquelles pertanyents a països fronteres considerats hostils (alemanys, estonians, polonesos, finesos o letons). Les anomenades "operacions nacionals" no es regien pel sistema de quotes, i les fitxes dels detinguts passaven a formar part dels àlbums que les províncies enviaven cada deu dies a Moscou, on la central de l'NKVD revisava els seus casos. Els àlbums havien de ser revisats per una "dvoika" regional (formada pel cap regional de l'NKVD i el fiscal de la regió) que els enviaven a Moscou perquè les condemnes fossin aprovades (per Iejov i Vixinski), sent a continuació aplicades per les autoritats regionals. L'objectiu, segons Stalin, era eliminar la "quinta columna" que podia afavorir les campanyes militars contra la Unió Soviètica d'Alemanya, Polònia o el Japó, a més de descobrir potencials espies infiltrats a les minories. La campanya, simultània a la dels "elements antisoviètics", s'inicià al juny de 1937.

##### Campanya contra els alemanys
El 20 de juliol de 1937, i a instigació de Stalin, Iejov presentà l'ordre 439 indicant que la Gestapo emprava treballadors alemanys a les empreses soviètiques amb objectius d'espionatge i sabotatge, iniciant-se les detencions d'alemanys. Malgrat que l'ordre original només afectava a ciutadans alemanys, a partir de la tardor va estendre's a la minoria alemanya i a altres persones amb contactes amb aquests grups.
Només un terç de les víctimes de l'ordre 439 eren alemanyes. Deu mil membres de la minoria alemanya residents a zones properes a la frontera occidental de la Unió Soviètica van ser deportats al Kazakhstan, i cinc mil famílies de la regió d'Odessa van ser deportades.

##### Campanya contra els polonesos
L'11 d'agost de 1937 Iejov signà l'orde 485 a fi de liquidar els grups suposadament associats a l'Organització Militar Polonesa, iniciant les grans operacions contra la minoria polonesa i els refugiats d'aquesta nacionalitat. El mètode aplicat va ser semblant al dels alemanys, establint-se dues categories de víctimes: aquells que havien de ser immediatament afusellats i els que havien de ser enviats a presó o als camps de treballs forçats entre 5 i 10 anys. Cinc dies després l'ordre 486 estenia la detenció als familiars dels ja detinguts per l'ordre anterior.
Com a part de la campanya, pràcticament tota la delegació polonesa al Comintern va ser anihilada i el Partit Comunista Polonès quedà molt delmat, sent dissolt pel Comintern a l'agost de 1938. Uns 35.000 polonesos van ser deportats al Kazakhstan.

##### D'altres categories
L'ordre 593 del 20 de setembre de 1937 donà inici a la persecució de persones que havien tornat des de Harbin després de la venda del ferrocarril transmanxurià el 1935. Dels 25.000 amb fitxes a l'NKVD la majoria van ser acusats de ser agents japonesos ordenant-se la seva liquidació de l'1 d'octubre al 25 de desembre de 1937. Com en el cas polonès, els familiars dels acusats també podien ser detinguts.
En la repressió contra afganesos, estonians, letons, finesos, romanesos, grecs o iranians, al contrari, no s'aplicà l'ordre 486. En el cas d'aquestes minories, però, el percentatge d'executats va ser encara major que en el cas polonès (llevat dels iranians i els afganesos, que majoritàriament van ser deportats). A partir de juliol de 1937 la repressió s'estengué a la frontera sud, deportant-se a 1.000 famílies kurdes i 2.000 iranianes.
Amb la invasió japonesa del nord de la Xina a l'agost de 1937 les autoritats soviètiques deportaren tots els coreans de l'Extrem Orient Rus. L'operació, realitzada mitjançant decret governamental del 21 d'agost de 1937, havia de completar-se abans de finals d'any. Els coreans havien de ser deportats al Kazakhstan i a l'Uzbekistan, però molts van morir pel camí.

##### Canvi de sistema: les troikes de les "operacions nacionals"
Cap a l'estiu de 1938 però, el sistema s'havia mostrat inviable, quedant l'NKVD moscovita desbordat per l'allau d'informació rebuda des de les províncies. Per a llavors aquestes operacions havien detingut a més de 100.000 persones que omplien les presons. Per solucionar el problema, el 15 de setembre de 1938 Iejov proposà la formació de troikes regionals, formades pel responsable provincial de l'NKVD, el cap regional del Partit i el procurador de la regió, que examinessin els casos i que tinguessin capacitat de dictar sentències de mort, en lloc d'enviar-ho a la central. La proposta, que pretenia acabar amb els casos endarrerits en dos mesos, va ser aprovada per Stalin. Els àlbums que no havien estat examinats encara a Moscou van ser retornats a les províncies perquè fossin examinats per les noves troikes, que acabaren el 15 de novembre de 1938 d'acord amb el pla original, ordenant-se el final de les "operacions nacionals" dos dies després.
Durant els dos mesos de funcionament, les troikes jutjaren uns 108.000 casos, condemnant a 105.000 persones, de les quals 72.000 van ser-ho a mort.
Els treballadors estrangers i les ambaixades, considerades com a "fonts d'espionatge i sabotatge", començaren a ser estretament vigilats.

### Caiguda del poder
Iejov va ser nomenat comissari pel transport per aigua el 6 d'abril de 1938, un cap completament desconegut per a ell, havent de dividir els seus esforços entre les dues comissaries. Tot i que va mantenir la resta de càrrecs, el seu paper com a gran inquisidor i extractor de confessions disminuí gradualment a mesura que Stalin es retirava dels pitjors excessos de la Gran Purga. Durant els dos mesos posteriors al seu nomenament Iejov gairebé no va poder anar a la seu de l'NKVD, i el seu segon, Frinovski va haver d'ocupar el seu càrrec.

En carregar-lo de més feina, Stalin matà dos ocells d'un tret: Iejov podia corregir la situació del transport aquàtic amb els mètodes txequistes, i la seva transferència a la terra incògnita de les tasques econòmiques el deixaria menys temps per l'NKVD i afebliria la seva posició allà, creant la possibilitat que pogués ser retirat del lideratge de l'aparell punitiu i fos substituït per personal fresc.

Contràriament a les expectatives de Stalin, la gran quantitat de funcionaris del Partit i oficials de les forces armades perduts durant les purgues de Iejov havia estat només parcialment substituïda per oficials estalinistes, i finalment reconegué correctament que la interrupció estava afectant seriosament la capacitat del país per coordinar la producció industrial i defensar les seves fronteres davant l'amenaça creixent de l'Alemanya Nazi. Iejov havia acomplert la tasca que Stalin li havia marcat per a la Gran Purga: l'eliminació pública dels darrers dels seus rivals polítics Vells Bolxevics i l'eliminació de qualsevol possibilitat "d'elements deslleials" o "quintacolumnistes" del govern i l'exèrcit soviètic abans de l'esclat de la guerra amb Alemanya. Des de la perspectiva de Stalin, Iejov (com abans Iagoda) havia servit per aquest propòsit, però havia vist massa i havia gaudit de massa poder perquè Stalin el permetés viure. La deserció del cap de l'NKVD de l'Extrem Orient, Guénrikh Liuxkov al Japó el 13 de juny de 1938 preocupà amb motius a Iejov, car l'havia protegit de les purgues i temia que seria fet responsable. Poc després, Aleksandr Orlov, un agent de l'NKVD destinat a Espanya, també desertà; i Iejov va sentir tanta por de Stalin que va intentar sostraure-li la informació; la qual cosa alimentà les sospites de Stalin vers Iejov.

### Darrers dies
El 22 d'agost de 1938, el líder georgià de l'NKVD Lavrenti Béria va ser nomenat adjunt de Iejov. Durant els mesos següents, Béria (amb l'aprovació de Stalin) començà a usurpar el govern de Iejov del comissariat d'Afers Interns. Iejov, tement que podia ser acusat, ordenà als seus subordinats que acabessin amb aquells detinguts que podien declarar en contra seva, realitzant-se diverses execucions precipitadament a finals d'agost mentre que Béria es trobava temporalment al Caucas. Ja en una data tan prompte com el 8 de setembre, Mikhaïl Frinovski, el primer adjunt de Iejov, va ser destinat a la Marina. La tendència de Stalin per executar i substituir periòdicament els seus primers tinents era ben coneguda per Iejov, car prèviament havia estat el responsable més directe d'orquestrar aquestes accions. Entre setembre i novembre diversos dels seus subordinats van ser detinguts, començant l'acuitament de la seva esposa. Des de setembre, amb el relleu de Frimovsky, Béria va prendre el control de l'NKVD procedint a reorganitzar-lo, amb el beneplàcit del politburó.
Coneixent bé el costum estalinista amb els seus precursors d'acomiadar-los i detenir-los, Iejov reconegué la influència cada cop major de Béria vers Stalin com un senyal que la seva caiguda era imminent, i va caure en l'alcoholisme i la desesperació. Tot i que ja havia estat un gran bevedor, durant les seves setmanes del seu servei estava desconsolat, malgirbat i ebri la major part de les hores que estava llevat, i rarament anava a treballar; quedant tot el funcionament intern de l'NKVD en mans dels caps de departament. Com s'havia anticipat, Stalin i Mólotov, en un informe de l'11 de novembre, criticaven el treball i els mètodes de l'NKVD durant l'època que havia estat comandat per Iejov, creant una pretensió burocràtica necessària per eliminar-lo del poder.
El 14 de novembre, un altre dels protegits de Iejov, el cap de l'NKVD ucraïnès A.I. Uspensky, va desaparèixer després de ser advertit per Iejov que estava en problemes; Stalin sospità que Iejov estava involucrat en la desaparició, i va ordenar a Béria (no pas a Iejov), que Uspenskii havia de ser capturat (va ser detingut el 14 d'abril de 1939). El 17 de novembre el Politburó aprovà una moció on, tot i que aprovava les operacions de repressió massives de 1937-38, criticava el que considerava excessos, com l'ús de falsificacions en els documents de les investigacions, els judicis per motius nimis o l'acusació d'innocents. La resolució acabava amb les operacions en massa, abolia les troikes i traspassava totes les detencions a la procuradoria. Stalin, que pretenia atribuir els excessos denunciats a Iejov i a la direcció de l'NKVD, atestà amb la resolució un cop definitiu a Iejov.
El 19 de novembre, la seva esposa Ievguénia va suïcidar-se prenent una sobredosi de pastilles per dormir; era particularment vulnerable car diversos dels seus amants i gent propera a ella havia estat detinguda des de feia mesos (Iejov li havia dit el 18 de setembre que volia divorciar-se, i ella començà a escriure cartes cada cop més desesperades a Stalin, cap de les quals van ser respostes).
El 23 de novembre Iejov va mantenir la seva darrera reunió amb Stalin. A petició pròpia Iejov va ser rellevat oficialment del seu càrrec com a Comissari del Poble d'Afers Interns el 25 de novembre, sent succeït per Béria, el qual ja tenia un control absolut de l'NKVD des de la marxa de Frinovski el 8 de setembre (quan va ser nomenat Comissari del Poble de la Marina). El 5 de desembre de 1938 el Politburó li ordenà traspassar el control de l'NKVD a Béria, procediment que havia de durar una setmana i durant la que la comissió de traspàs es reuní per escoltar els informes i queixes sobre Iejov. Iejov evità assistir a les sessions, on es recolliren nombrosos abusos i faltes, i que finalitzaren el 10 de gener. Entre d'altres se l'acusà de no haver informat a Stalin de certa informació comprometedora sobre la direcció del Partit, que més tard va ser parcialment destruïda quan Iejov va entendre que tractaven d'acusar-lo dels excessos de les operacions. Va assistir a la seva darrera reunió del Politburó el 29 de gener de 1939.
Stalin estava evidentment content d'ignorar a Iejov durant diversos mesos, fins que finalment ordenà a Béria que el denunciés a la reunió anual del Presídium de la Unió Soviètica. El 3 de març de 1939 Iejov va ser rellevat de tots els seus càrrec al Comitè Central, però va retenir el seu càrrec de comissari de transports per aigua (el seu darrer dia de treball va ser el 9 d'abril, quan el comissariat va ser abolit i dividit en dos, els Comissariats del Poble de Transports Fluvials i de Transports Marítims, amb dos nous comissaris, Z.A. Xaxkov i S.A. Dukel'skii).

#### Detenció
El 10 d'abril va ser detingut i empresonat a la presó de Sukhanovka, una presó especial de l'NKVD reservada a "enemics de poble especialment perillosos", situada als afores de Moscou. Van registrar-se el seu apartament i la seva datxa, (on es trobaren ampolles de vodka per tot arreu, 115 llibres contrarevolucionaris, les bales amb què s'havia executat Zinóviev i Kàmenev, heretades de Iagoda, i material relatiu a l'expedient policial de Stalin anterior a 1917.Van detenir també els seus nebots. La detenció va ser curosament ocultada, no només al públic sinó que també a la majoria d'oficials de l'NKVD... No es volia fer un escàndol amb la detenció del "líder favorit", i Stalin no volia que creixés l'interès general sobre les activitats de l'NKVD i les circumstàncies de la conducta del Gran Terror." Entre les principals acusacions de les quals l'anterior Narkom va ser acusat d'acord amb l'article 154 del Codi Criminal Soviètic ("sodomia, comesa amb violència o mitjançant l'ús de l'estatus de dependència de la víctima"). La seva detenció no es va fer pública fins al 10 de juny, quan es cursà l'ordre per a la seva detenció, tot i fer diversos mesos que estava empresonat, i així i tot no es publicà.
Se suposa que Iejov es trencà ràpidament sota la tortura, i confessà la lletania habitual dels crims d'estat necessaris per establir que un presoner polític soviètic fos declarat com un enemic del poble abans de la seva execució, incloent "destrucció", incompetència oficial, robatori de fons públics i col·laboració traïdora amb espies i sabotejadors alemanys, cap de les quals es recolzava en proves. A part d'aquests improbables crims polítics, Iejov també confessà una humiliant història de desviació sexual, tant homo com heterosexual, que (en contrast amb altres oficials bolxevics condemnats) posteriorment va ser corroborada mitjançant informes de testimonis i considerada principalment com a veritable a les examinacions post-soviètics del cas.
Entre les diverses persones arrossegades per la caiguda de Iejov estava Issaak Bàbel: Al maig de 1939 Iejov confessà que Bàbel havia espiat juntament amb Ievguénia (l'esposa de Iejov). En una setmana l'escriptor va ser detingut; i durant els interrogatoris confessà contra els Iejov. Malgrat això, la primera esposa de Iejov, Antonia Titova, la seva germana Evdokiia i la seva mare van sobreviure.

#### El judici
L'1 de febrer de 1940 es presentà l'acusació formal contra Iagoda. L'endemà, el jutge Vassili Ulrikh jutjà a Iejov al despatx de Béria, sense advocats, fiscals ni testimonis. Iejov es mostrà incoherent, i, igual que el seu predecessor Iagoda, va mantenir fins al final el seu amor cap a Stalin. Aparentment encara esperava tenir un judici-espectacle, Béria suggerí de nou que Iejov confessés una conxorxa per matar a Stalin però va ser rebutjat, amb Iejov mantenint que "és millor deixar aquest món com un home honorable".
Iejov demanà a Béria de genolls per a poder tenir uns minuts amb Stalin per explicar-se, sent repetidament ignorat, prometent al final que "moriria amb el nom de Stalin als llavis". Quan va llegir-se la sentència de mort, Iejov va desmaiar-se i se'l va haver de treure de la sala.

#### Execució
El 4 de febrer va ser executat pel Botxí en Cap i Comandant de la Lubianka, el Major-General de l'NKVD Vassili Blokhín, probablement al soterrani d'una petita posta de l'NKVD al carrer Varsonofevskii de Moscou. La cambra d'execució principal de l'NKVD al soterrani de la Lubianka va ser deliberadament evitat per assegurar-se el secret absolut. Just abans de l'execució, s'ordenà a Iejov que es despullés, sent brutalment apallissat pels guàrdies a continuació per ordre de Béria, el nou cap de l'NKVD (i tal com Iejov havia ordenat que fessin amb el seu predecessor, Iagoda, abans de la seva execució només dos anys). Iejov va haver de ser portat a la cambra d'execució mig inconscient, sanglotant i plorant sense control.
El seu cadàver va ser cremat immediatament i les seves cendres van ser llançades a una fossa comuna al cementiri de Donskoi de Moscou. L'execució va mantenir-se en secret, i el 1948 Time informà "alguns creuen que encara es troba reclús a un manicomi".

## Després de la seva mort
La negativa de Iejov a admetre una conspiració contra la vida de Stalin i la seva llarga i verificable història com a inquisidor principal de Stalin durant la Gran Purga feien massa perillós arriscar-se a un judici espectacle on podia trair els secrets de Stalin o exposar amb èxit l'orquestració que Stalin va fer de la Purga.
A més, fer servir a Iejov com a boc expiatori va permetre a Stalin acabar la Gran Purga mentre que encara mantenia una negació plausible de la seva direcció. Això quedà reforçat per la decisió de Stalin de declarar la damnatio memoriae sobre Iejov, un destí habitualment reservat només pels enemics polítics de Stalin de màxim rang i més prominents, i tota prova de la seva mateixa existència va ser censurada dels registres i publicacions soviètics.
Iejov és considerat pels mateixos russos com el personatge més nefast de tots els que van envoltar a Stalin durant els seus 30 anys al poder, havia qui l'anomenaven "cosa monstruosa" i no dubtaven en dir que Iejov havia caigut en desgràcia en el moment que va conèixer personalment a Stalin. Iejov portà a terme la Gran Purga i va ser tant autor intel·lectual com a organitzador i executor d'entre centenars de milers i un milió d'execucions, segons la font consultada.
Encara que la seva filla Natalia Khaiutina ha lluitat per aconseguir una revisió del cas, Iejov no ha estat rehabilitat (la fiscalia decidí que a causa de les serioses conseqüències de l'activitat de Iejov com a cap de l'NKVD i les víctimes que provocà per tot el país, no era subjecte de rehabilitació)

## Vida personal
Iejov, bisexual, va casar-se amb Antonia Titova el 1921; però es divorciaren el 1930 i es casà amb Ievguénia Feiguenburg, a l'hora que mantenia diverses relacions homosexuals que ja havia iniciat en la seva joventut. Amb Ievguénia va adoptar una nena d'un orfenat, Nataixa.
Físicament, Iejov era baix d'alçada, car només feia 151cm, que, combinat amb la seva personalitat sàdica, li donà els sobrenoms de "El Nan Verinós" o "El Nan Sagnant".
El seu humor era d'una puerilitat grollera: organitzava competicions entre els comissaris, a veure qui d'ells era capaç de fer volar més lluny la cendra dels cendrers amb les seves ventositats. Li encantava assistir amb orgies amb prostitutes, però també era un bisexual entusiasta, que arribà a tenir aventures amb altres companys seus mentre que va ser aprenent de sastre, amb soldats al front i fins i tot amb bolxevics d'alt rang. La seva única afecció, més enllà del sexe, era fabricar i col·leccionar iots en miniatura. Inestable, sexualment desorientat i molts excitable, no era rival per gent com Kaganòvitx, per exemple. Patia malalties cròniques, a més de nafres i èczemes cutanis, tuberculosi, angines, ciàtica i psoriasi. Sovint s'enfonsava en lúgubres depressions, bevia massa i havia de ser cuidat per Stalin, simplement perquè seguís treballant.

## En la cultura popular
El poeta del poble Jambil Jabàiev va escriure el següent "Himne de Lloança" dedicat a Iejov, traduït per K. Altaysky i publicat al n. 171 del Pionerskaya Pravda, del 20 de desembre de 1937:
| Narkom Iejov Una paraula ressona amb milions de veus Vola des dels pobles al batir Iejov; "Gràcies, Iejov, per donar l'alarma, Ets el guardià del país i del Cap!"... ... Aquí, tots t'estimen, Camarada Iejov! I el poble repeteix, tots reunits: "Salutacions a tu, amic fidel de Stalin!"... |  | Нарком Ежов Мильонноголосое звонкое слово Летит от народов к батыру Ежову: - Спасибо, Ежов, что, тревогу будя, Стоишь ты на страже страны и вождя!.. ... Здесь все тебя любят, товарищ Ежов! И вторит народ, собираясь вокруг: - Привет тебе, Сталина преданный друг!... |
El poema "Requiem", d'Anna Akhmàtova, comença amb aquesta línia "en lloc de prefaci": "Als terribles anys de la Iejovixina, vaig passar disset mesos esperant a una presó de Leningrad".

## Condecoracions
- Orde de Lenin
- Orde de la Bandera Roja (Mongòlia)
- Insígnia d'Oficial Honorífic de Seguretat

Un decret del 24 de gener de 1941 del Presídium del Soviet Suprem retirà a Iejov de totes les seves condecoracions.